# Josep Soler i Sardà
Josep Soler i Sardà (Vilafranca del Penedès, Alt Penedès, 25 de març de 1935 - Barcelona, 9 d'octubre de 2022) fou un compositor i assagista català, considerat un dels autors més importants de la música contemporània a Espanya del segle xx. Entre la seva ingent obra musical es compten 16 òperes, 8 simfonies, nombrosos concerts, oratoris, lieder i sonates.
Juntament amb les seves composicions, Josep Soler va desenvolupar una profunda i contínua tasca teòrica, amb l'edició de diversos assajos sobre musicologia i estètica. Va ser membre de la Reial Acadèmia Catalana de Belles Arts de Sant Jordi des de 1982 i va ser director honorífic del Conservatori Professional de Música de Badalona. Entre les diferents distincions rebudes en destaquen el Premi Nacional de Música de Catalunya (2001), el Premi Nacional de Música d'Espanya (2009) i el Premi Tomás Luis de Victoria (2011). L'any 2013 se li concedí la Medalla d'Or al Mèrit en les Belles Arts, que el compositor retornà.

## Biografia
Començà els estudis a la seva ciutat natal amb Rosa Lara, fins que el 1960 marxà a París per estudiar amb René Leibowitz, deixeble de Maurice Ravel i Anton Webern i amic d'Arnold Schönberg. Aquest mateix any i fins al 1964 va aprendre harmonia, contrapunt, orquestració i fuga amb el mestre Cristòfor Taltabull, deixeble de Max Reger. Aquestes influències marcaran directament el seu estil de composició.

## Activitat musical
Durant la dècada del 1960 promogué activament la música contemporània a Catalunya. Va tenir nombrosos alumnes, destacant pel que fa a l'ensenyament la seva etapa com a professor al Conservatori Superior Municipal de Música de Barcelona i com a director del Conservatori Professional de Música de Badalona des de gener de 1981fins a l'agost de 2010.
De la seva música en destaca la filiació estètica germànica, un profund sentiment religiós i un marcat caràcter pessimista que, tanmateix, deixa una porta oberta a la salvació, tal com comenta Ángel Medina a l'assaig sobre l'autor Josep Soler: música de la pasión (ISBN 84-89457-08-5).
Soler començà amb un estil estrictament dodecafònic que desenvolupà en un atonalisme lliure influït per l'expressionisme de Gustav Mahler, Richard Strauss i la Segona Escola de Viena, destacant entre aquest col·lectiu Alban Berg. A partir dels anys 90 desenvolupà un sistema harmònic personal basat en l'acord de Tristany i l'acord místic d'Aleksandr Skriabin.
Fou membre de la Reial Acadèmia Catalana de Belles Arts de Sant Jordi. Va rebre nombrosos premis, d'entre els quals destaquen el premis de l'Òpera de Montecarlo (1964), el premi Ciutat de Barcelona (1962 i 1978), el Premi Nacional de Música (2001) concedit per la Generalitat de Catalunya en reconeixement de la seva important i dilatada carrera, que comprèn més de dues-centes partitures, i el Premio Nacional de Música 2009 concedit l'any 2010 pel Ministeri de Cultura d'Espanya.
El desembre de 2012 li fou concedida la Medalla d'Or al Mèrit en les Belles Arts, la qual rebutjà, onze mesos després de la decisió del premi i dies abans de la seva entrega protocol·lària. El compositor retornà la medalla com a mostra del seu desacord amb la política de l'executiu de Mariano Rajoy en matèria cultural i educativa.
El fons personal de Josep Soler es conserva a la Biblioteca de Catalunya.

## Obra musical
Entre les seves obres musicals en destaquen:
- 16 Òperes, entre elles:
  - Oedipus et Iocasta (1972) amb text de Sèneca. Estrenada al Gran Teatre del Liceu el (1986) encara que anteriorment es va interpretar com a oratori el (1974) al Palau de la Música Catalana
  - Jesús de Natzaret (1974/2004)
  - Murillo (1989) òpera de cambra amb text de Rainer Maria Rilke
  - Instrumentació i edició de Pepita Jiménez, d'Isaac Albéniz
  - El mayor monstruo, los celos (1999) amb text de Calderón de la Barca
  - El jardí de les delícies (2004) amb text de Jacint Verdaguer
- 8 simfonies
- 3 concerts per a piano
- concert per a viola
- concert per a violoncel
- concert per a violí
- concert per a percussió i orquestra
- Diversos oratoris per a coral, solistes i orquestra, com ara:
  - Pasio secundum Ioannem (1962)
  - Vespro della Beata Vergine (1989)
- Diversos Lieder, entre ells el Mater Dolorosa (1991)
- Diverses cantates de cambra, com ara:
  - Passio Jesu-Christi (1968)
  - Mahler-Lieder (1992)
- 4 trios de corda
- 2 trios amb piano
- 7 quartets de corda (1955/1995)
- 2 sonates per a violí
- 2 sonates per a viola
- 3 sonates per a violoncel
- Concert per a clavicèmbal i 5 instruments (1969)
- Concert de cambra per a piano i instruments (1989).
- Abundant música per a piano i orgue, entre la qual destaca:
  - Preludi Coral i Tocatta (1958)
  - Llibre d'Orgue de Santa Maria de Vilafranca (1996)
  - 16 Sonates per a piano
  - 6 volums d'Harmonices mundi (I, IV, V i VI per a piano; II i III per a orgue, 1977/1998)

Existeix una àmplia discografia, en la qual destaquen els següents enregistraments:
- Quintet per a instruments de vent (1994) conjuntament amb obres de Guinjoan, Sardà Pérez-Bufill, Civilotti, Roger i Grèbol
- Lachrimae or Seven Teares (1994) amb obres de Marco, Taverna Bech, Rodríguez Picó, Grèbol, Bosch i Villa-Rojo
- Nocturn per a piano núm. 7 i Sonet 295 del Michelangelo (1996) conjuntament amb obres de Marco, Brotons, Barce, Sardà, Sanz, Cano i Calandín
- Variacions i Fuga sobre un tema d'Alban Berg i Sonata per a viola i piano sobre un tema de Giuseppe Verdi (1998) conjuntament amb obres de Gerhard i Briche.
- Escena amb cranis, Introducció, Fuga i Giga, Au pays de la soif et de la peur, Paisatge amb cranis (1998) amb obres de Hindemith
- Quatre poemes per a orquestra: Le Christ dans la Banlieue, La Nativitat, La Transfiguració, L'Agonia en el Jardí (1998)
- Ver Sacrum (1998) amb obres de Sardà, Taverna Bech, Civilotti i Wort
- Sonata núm. 10, Nou peces del ritual de difunts, Tres peces pel ritual de la Trinitat (1998)
- I com el cant del rossinyol... (2001) conjuntament amb obres de Puértolas, Montsalvatge, Mestres Quadreny, Humet, Guinjoan i Llanas
- Sonata IX (2001) amb obres de Berg i Strauss
- Murillo (2005)

## Obra assagística
Com a escriptor destaquen:
- 1980: Fuga, técnica e historia
- 1980: La traducció de Los nombres Divinos y otros escritos del Pseudo-Dionís Areopagita (2006 nova edició ampliada)
- 1983: Victoria
- 1983: Poesía y Teatro litúrgico del Antiguo Egipto. Una selección
- 1994: Escritos sobre música y dos poemas
- 1999: Tiempo y Música, en col·laboració amb Joan Cuscó.
- 1999:Otros escritos
- 2003: Nuevos escritos
- 2004: J. S. Bach-Una estructura del dolor
- 2006: Música y ética
- 2011: Música Enchiriadis
- 2014: Últimos escritos

## Premis
- Premi de l'Òpera de Montecarlo (1964)
- Premi Ciutat de Barcelona (1962 i 1978)
- Premi de Composició "Òscar Esplà" (1982)
- Premi Nacional de Música (2001)
- Premi Nacional de Música d'Espanya 2009 (2010)[7]
- XI Premio Tomás Luis de Victoria (2011)[8]
- Medalla d'Or al Mèrit en les Belles Arts (2013);[9] aquesta medalla va ser rebutjada pel compositor en polèmica amb el govern espanyol[3]